# الن‌شو
الن‌شو (انگلیسی: The Ellen Show) یک کمدی موقعیت تلویزیونی با اجرای الن دی‌جنرس بود که در سال‌های ۲۰۰۱ تا ۲۰۰۲ از شبکه سی‌بی‌اس پخش می‌شد.